# Almindelig sæbeurt
Almindelig sæbeurt (Saponaria officinalis) eller bare kaldet sæbeurt er en 30-60 cm høj urt, der i Danmark vokser vildt omkring bebyggelser. Alle dele af planten, men især jordstænglen, indeholder 2-5 % af triterpen-saponiner, som er bundet til quillaiasyre. De virker emulgerende, og det har gjort planten anvendelig til finere vask siden oldtiden.

## Beskrivelse
Sæbeurt er en flerårig, urteagtig plante med en opstigende vækst. Stænglerne er runde i tværsnit og glatte, og bærer bladene i modsat stilling. Bladene er elliptiske og helrandede med tre tydelige ribber. Oversiden er grågrøn, mens undersiden er noget lysere.
Blomstringen sker i juli-september, hvor man finder blomsterne samlet i tætte stande yderst på skuddet. De enkelte blomster er 5-tallige og regelmæssige med sammenvoksede kronrør og hvide eller svagt lyserøde kronblade. Frugterne er kapsler med mange frø.
Rodnettet består af lange, underjordiske stængler og et trævlet rodsystem.
Højde x bredde og årlig tilvækst: 0,50 x 0,60 m (50 x 60 cm/år).

## Voksested
Sæbeurt er naturligt udbredt på Madeira og i Lilleasien og Kaukasus samt i Syd- og Østeuropa. I Danmark er den naturaliseret omkring bebyggelse og ses hist og her i hele landet.
Planten foretrækker lysåbne eller let skyggede voksesteder med næringsrig og fugtig, men veldrænet, sandet eller gruset jord. Derfor findes den i grusgrave, ved vejkanter og på jernbanedæmninger. Desuden optræder den i ruderater og flerårige ukrudtsamfund.
I landsbyen Pamhagen i det nordøstlige Burgenland, Østrig, tæt på grænsen til Ungarn, findes arten på tør, kalkrig jord sammen med bl.a. alm. katost, alm. torskemund, gul reseda, havemalurt, hjertebladet slangerod, hvid stenkløver, lægehundetunge, lægejernurt, pyrenæisk storkenæb, svaleurt, sølvpotentil og tvebo galdebær
| Portal | Portal:Botanik |

## Note
1. ↑  Uwe Raabe og Dietmar Brandes: ’’Flora und Vegetation der Dörfer im nordöstlichen Burgenland’’ Arkiveret 13. januar 2012 hos  Wayback Machine (tysk)